# Hans Peter Stihl

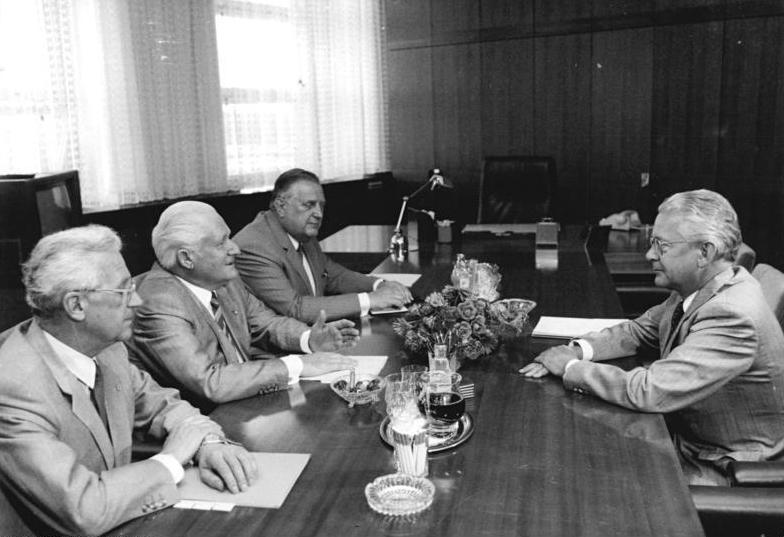
Hans Peter Stihl (rechts) zu Besuch in der DDR, 1989

Hans Peter Stihl (* 18. April 1932 in Stuttgart) ist ein deutscher Unternehmer.

## Leben
Als ältester Sohn des Firmengründers Andreas Stihl aus erster Ehe trat Hans Peter Stihl 1960 nach seinem Studium zum Diplomingenieur als Assistent der Geschäftsleitung in das Waiblinger Unternehmen Stihl ein. Dieses hatte 1959 mit 638 Mitarbeitern einen Umsatz von 17,6 Mio. DM erzielt. Nach dem Tod des Vaters wurde er 1973 alleiniger Gesellschafter des mittlerweile weltweit größten Herstellers von Motorsägen. 2002 verließ Stihl als Vorsitzender den Vorstand der Firma, die zu diesem Zeitpunkt 7300 Mitarbeiter und einen Umsatz von über 1,5 Milliarden Euro hatte. Am 3. Mai 2010 teilte das Unternehmen mit, dass Stihl auch seinen Vorsitz in Beirat und Aufsichtsrat zum 30. Juni 2012 niederlegt. Nachfolger im Beirat wurde sein Sohn Nikolas Stihl. Hans Peter Stihl ist seitdem Ehrenvorsitzender beider Gremien.

## Engagement
Als Vertreter des Verbandes der Metallindustrie Baden-Württemberg (VMI), heute Südwestmetall, führte Hans Peter Stihl viele Jahre Tarifverhandlungen. Und als DIHT-und-IHK-Präsident hatte er zudem von 1988 bzw. 1989 bis 2001 großen Einfluss auf die bundesdeutsche Wirtschaftspolitik. Er forderte die Rente mit 67, die dann vom Bundestag beschlossen wurde. Seit 2001 ist Stihl Ehrenpräsident sowohl des Deutschen Industrie- und Handelskammertages wie auch der Industrie- und Handelskammer Region Stuttgart. Beim DIHK gehört er außerdem dem Ältestenrat an, bis 2009 war er dessen Vorsitzender. Außerdem war er von 1983 bis 1999 Vizepräsident des Instituts der deutschen Wirtschaft.
Weiterhin war er von 1995 bis 2006 Gesellschafter der Robert Bosch Industrietreuhand KG und gehörte von 1998 bis 2006 dem Aufsichtsrat der Robert Bosch GmbH an. Zuvor, im Zeitraum 1988 bis 1998, saß Stihl im Aufsichtsrat der IBM Deutschland GmbH.
2006 wurde Hans Peter Stihl Honorarkonsul von Singapur.
Stihl war auf Vorschlag der FDP/DVP Fraktion in Baden-Württemberg Mitglied der 17. Bundesversammlung.
Stihl ist Gründungsmitglied der privaten Helmut-Kohl-Stiftung e. V. der Alleinerbin und Witwe Kohls, Maike Kohl-Richter, die am 29. Juni 2021 kurz nach der Gründung der bundesdeutschen Bundeskanzler-Helmut-Kohl-Stiftung am 9. Juni 2021 gegründet wurde.

## Auszeichnungen
Stihl ist Ehrenbürger folgender deutscher Kommunen: Stadt Waiblingen (seit 1997), Verbandsgemeinde Prüm (seit 2001), der Stadt Tengen (2002). Am 4. November 2010 wurde Hans Peter Stihl für das Verantwortungsbewusstsein gegenüber Gesellschaft und Umwelt seit Gründung des Unternehmens in der brasilianischen Stadt São Leopoldo zu deren Ehrenbürger ernannt.
Stihl wurde 1982 mit dem Verdienstkreuz 1. Klasse des Verdienstordens der Bundesrepublik Deutschland, 1992 mit dem Großen Verdienstkreuz und 2002 mit dem Großen Verdienstkreuz mit Stern ausgezeichnet. Stihl ist seit 1996 Träger des Großen Goldenen Ehrenzeichens mit dem Stern der Republik Österreich und des Ordens Marienland zweiter Klasse der Republik Estland. Bereits 1995 erhielt er die Wirtschaftsmedaille und 2001 die Verdienstmedaille des Landes Baden-Württemberg. 2003 wurde er mit dem Hanns Martin Schleyer-Preis ausgezeichnet. Im November 2009 wurde Hans Peter Stihl gemeinsam mit seiner Schwester Eva Mayr-Stihl in der Frankfurter Paulskirche der Preis Soziale Marktwirtschaft der Konrad-Adenauer-Stiftung verliehen.
Eine weitere Ehrung erfuhr Hans Peter Stihl am 30. November 2012 im Deutschen Museum in München durch das Deutsche Institut für Erfindungswesen, das ihm die Dieselmedaille für die erfolgreichste Innovationsleistung überreichte. Im September 2013 wurde er außerdem von der britischen Agricultural Engineers Association (AEA) mit dem Lifetime Achievement Award für seine über 50-jährigen Verdienste um die Motorgeräteindustrie (outdoor power tool industry) ausgezeichnet. 2018 erhielt er die Reinhold-Maier-Medaille.
Am 13. September 2019 wurde Hans Peter Stihl mit dem Aachener Ingenieurspreis ausgezeichnet.

## Hans-Peter-Stihl-Preis
Nach Hans Peter Stihl wurde ein Preis benannt, den der Verein Forum Region Stuttgart, eine überparteiliche Initiative von Persönlichkeiten aus der Region Stuttgart von 1999 bis 2014 jährlich vergab. Mit dem Preis wurden Persönlichkeiten gewürdigt, die sich um die Entwicklung der Region Stuttgart verdient gemacht haben.
Die Preisträger:
- 1999: Wieland Backes, Fernsehjournalist und Moderator
- 2000: Wolle Kriwanek, Sänger
- 2001: Hans Peter Stihl, Unternehmer
- 2002: Helga Breuninger, Unternehmerin
- 2003: VfB Stuttgart, Fußball-Bundesligist Saison 2002/2003
- 2004: Werner Schretzmeier, Chef des Theaterhauses Stuttgart
- 2005: Jürgen Schrempp und Wendelin Wiedeking
- 2006: Helmuth Rilling, Künstlerischer Leiter der Internationalen Bachakademie und der Gächinger Kantorei Stuttgart
- 2007: Vesperkirche Stuttgart
- 2008: Manfred Rommel
- 2009: Harald Schmidt
- 2010: Ernst Messerschmid
- 2011: Nicola Leibinger-Kammüller
- 2012: Eric Gauthier, Tänzer und Ballett-Choreograph
- 2013: Hans-Jörg Bullinger
- 2014: Standardformation des 1. TC Ludwigsburg